# 1000 km di Mosport
La 1000 km di Mosport è stata una corsa automobilistica di velocità in circuito valida per il Campionato mondiale sportprototipi per quattro edizioni, tra il 1977 e il 1985.

## Albo d'oro
Risultati relativi al solo Campionato mondiale sportprototipi.
| Anno | Nome               | Piloti                        | Vettura | Resoconto |
| ---- | ------------------ | ----------------------------- | ------- | --------- |
| 1977 | 6 Ore di Mosport   | Ludwig Heimrath Paul Miller   | Porsche | Resoconto |
| 1980 | 6 Ore di Mosport   | John Fitzpatrick Brian Redman | Porsche | Resoconto |
| 1984 | 1000 km di Mosport | Jacky Ickx Jochen Mass        | Porsche | Resoconto |
| 1985 | 1000 km di Mosport | Hans-Joachim Stuck Derek Bell | Porsche | Resoconto |